# Haplinis horningi
Haplinis horningi là một loài nhện trong họ Linyphiidae.
Loài này thuộc chi Haplinis. Haplinis horningi được A. David Blest miêu tả năm 1979.